# Felice De Chaurand
Felice De Chaurand de Saint Eustache (Chiavari, 1º aprile 1857 – Sforzatica, 1944) è stato un generale italiano che contribuì alla nascita del Servizio informazioni militare.

## Carriera
Il conte Felice De Chaurand de Saint Eustache è nominato sottotenente di artiglieria nel 1875. Frequenta la Scuola di Guerra ed entra nel 1884 nel Corpo di stato maggiore. Nel 1898 è promosso colonnello, grado con il quale comanda il 39º Reggimento fanteria.
Nel settembre 1900 è nominato responsabile dell'Ufficio I dello Stato Maggiore dell'Esercito. Con tale incarico dà una prima embrionale impostazione all'intelligence militare italiana. Lascia tale incarico nel giugno 1902.
Nel 1905 consegue la promozione a maggiore generale e comandante della brigata Reggio. Nel 1910 è promosso tenente generale e partecipa dal novembre 1911 alla Guerra italo-turca alla guida della 3ª divisione speciale, composta da sette battaglioni di fanteria, uno di alpini, uno di granatieri ed una batteria da 75 mm. De Chaurand si fa onore nei combattimenti e per questi fatti gli è attribuita la croce di commendatore dell'Ordine Militare di Savoia.
Durante la prima guerra mondiale è al comando della 35ª divisione sul fronte tridentino nella zona dell'altopiano di Tonezza del Cimone. Fu silurato dal comando e mandato a casa il 16 maggio del 1916 all'inizio dell'offensiva austro-ungarica, la cosiddetta Strafexpedition.
Fu prolifico autore di testi di storia ed analisi militare, oltre ad essere precursore dell'utilizzo in Italia della crittografia e della cifra. Sposò Matilde Dall'Ovo, dell'omonima famiglia bergamasca.

## Opere principali
- Occupazione austro-ungarica della Bosnia-Erzegovina nel 1878;
- Il presente momento militare, 1906;
- La preparazione militare;
- Il disagio militare: cause e rimedi;
- Gli insegnamenti tattici della guerra italo-turca;
- La nazione armata;
- La crittografia di fronte alle esigenze dei tempi moderni, 1923;
- Per un cifrario universale, 1927;
- Come l'Esercito italiano entrò in guerra, Mondadori, Milano 1929;